# 森岡清志
森岡 淸志（もりおか きよし、1950年 - ）は、日本の社会学者、放送大学特任教授。東京都立大学名誉教授、放送大学名誉教授。せたがや自治政策研究所所長。社会学、都市社会学を専門とし、入門レベルから大学院レベルのテキストまで、多くの著書を著している。

## 来歴
1950年東京都生まれ。1979年旧・東京都立大学大学院社会科学研究科博士課程単位取得。北海道大学助手、東京都立大学助教授・同教授、首都大学東京教授（東京都立大学名称変更によるもの）、放送大学教授、特任教授を経て、東京都立大学名誉教授・放送大学名誉教授。「せたがや自治政策研究所」所長、日本都市社会学会会長。

## 著書
- 『改訂版 社会学入門』 放送大学教育振興会、2016年

## 共編著
- 『都市社会のパーソナルネットワーク』 東京大学出版会 2000年
- 『ガイドブック社会調査』（第2版） 日本評論社 2007年
- 『都市化とパートナーシップ』 ミネルヴァ書房 2008年
- 『地域の社会学』 有斐閣 2008年
- 『パーソナル・ネットワーク論』 放送大学教育振興会 2012年
- 『都市空間と都市コミュニティ』 日本評論社 2012年
- 『都市社会の社会学』 放送大学教育振興会 2012年
- 『グローバル化と私たちの社会』 放送大学教育振興会 2015年
- 『多様なキャリアを考える』 放送大学教育振興会 2015年
- 『都市と地域の社会学』 放送大学教育振興会 2018年
- 『都市社会構造論』 放送大学教育振興会 2018年